# Botryosphaeria iberica
Botryosphaeria iberica är en svampart som beskrevs av A.J.L. Phillips, J. Luque & A. Alves 2005. Botryosphaeria iberica ingår i släktet Botryosphaeria och familjen Botryosphaeriaceae.   Inga underarter finns listade i Catalogue of Life.